# Bromovirus
Genre
Espèces de rang inférieur
- espèce-type : Brome mosaic virus

Bromovirus est un genre de virus de la famille des Bromoviridae qui comprend six espèces acceptées par l'ICTV. Ce sont des virus à ARN à simple brin de polarité positive rattachés au groupe IV de la classification Baltimore.
L'espèce type est le virus de la mosaïque du brome (BMV, brome mosaic virus). 
L'autre espèce étudiée est le virus de la marbrure chlorotique du niébé (CCMV, cowpea chlorotic mottle virus) qui fut le premier virus icosaédrique reconstitué in vitro. 
Les hôtes naturels des virus de ce genre sont des plantes (phytovirus). Ils infectent à l'état naturel principalement des monocotylédones, notamment les Poaceae (graminées), et peuvent présenter un danger pour les productions agricoles.
Ils sont transmis par des insectes-vecteurs, coléoptères et pucerons.

## Structure
Les Bromovirus sont des virus à ARN monocaténaire. Le génome est tripartite, segmenté en trois molécules d'ARN génomique linéaire, ARN1, ARN2 et ARN3. L'ARN3 est partiellement transcrit en un ARN4 sous-génomique qui produit les protéines de capside). Tous les segments du génomes sont répartis dans des virions identiques.
Chaque virion contient, en plus d'un segment de génome, un assemblage des 180 protéines identiques formant une capside icosaédrique de symétrie T=3 d'environ 26 nm de diamètre. L'ARN génomique ne remplit pas complètement l'intérieur de la particule, laissant une cavité centrale d'environ 8 nm. Ce sont des virions sans enveloppe.

## Liste d'espèces
Selon NCBI (26 janvier 2021) :
- Broad bean mottle virus (BBMV)
- Brome mosaic virus (BMV)
- Cassia yellow blotch virus (CYBV)
- Cowpea chlorotic mottle virus (CCMV)
- Melandrium yellow fleck virus (MYFV)
- Spring beauty latent virus (SBLV)